# UNTCOK

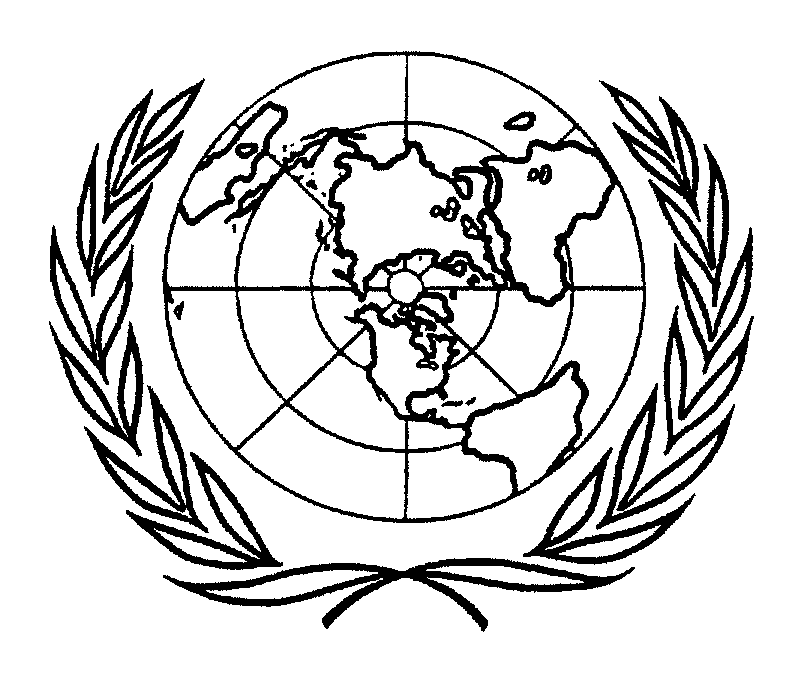

La Comisión Temporal de las Naciones Unidas para Corea. (UNTCOK) era un organismo que supervisaba las elecciones en Corea del Sur en mayo de 1948. La comisión estaba compuesta inicialmente por nueve naciones, y Australia, Canadá y Siria desempeñaron un papel disidente, resistiendo a los planes de EE. UU. de celebrar elecciones separadas en Corea del Sur. Esa posición estaba en línea con los moderados coreanos Kim Koo y Kim Kyu-sik.
En la Corea del Norte controlada por los soviéticos, el cuerpo ni siquiera fue reconocido, con los soviéticos argumentando que la comisión rompería los Acuerdos de Moscú de 1945. Los soviéticos también argumentaron que violaba los artículos 32 y 107 de la Carta de las Naciones Unidas. El artículo 32 exige que se consulte a ambas partes de la controversia, pero los representantes de Corea del Norte y del Sur nunca fueron invitados a dirigirse a las Naciones Unidas. Además, el Artículo 107 negaba la jurisdicción a las Naciones Unidas sobre cuestiones de solución de la posguerra..